# 土方優人
土方 優人（ひじかた まさと、1960年4月24日 - ）は、日本の俳優、声優。賢プロダクション所属。東京都出身。本名は近石 真人（ちかいし まさと）。父親は同じく声優である近石真介。スクールデュオアッパークラス講師で舞台演出を担当。

## 略歴
桐朋学園出身。
以前は劇団東演（1983年 - 2002年）、ぱらーた企画に所属していた。
2010年よりスクールデュオアッパークラス朗読公演の演出を担当。

## 人物
特技はピアノ、マイム。

## 出演

### テレビアニメ
- 愛の若草物語（1987年、男）
- それいけ!アンパンマン（1990年）
- ルパン三世 炎の記憶〜TOKYO CRISIS〜（1998年）
- 魔装機神サイバスター（1999年、整備士、工場長、アナウンサー）
- フルメタル・パニック? ふもっふ（2003年、龍神会C）
- こてんこてんこ（2005年、むーむーさん）
- COBRA THE ANIMATION（2010年、目）
- 名探偵コナン（2010年 - 2014年、久松実、丹下正治、谷本裕三）

### 劇場アニメ
- あいつとララバイ 水曜日のシンデレラ（1987年）

### OVA
- 新海底軍艦（1995年、高野）
- なっとうボーイ（2007年、枝豆だいすけ）

### ゲーム
- 幻想水滸伝IV（2004年、セツ）
- ルミナスアーク（2007年、パヤンパヤン）

### ドラマCD
- 最終神話戦争イデアオペラ オリジナルドラマCD 第2章 彷徨う冥界の扉（アスクレピオス）

### ラジオドラマ
- ラジオ図書館
  - 自動起床装置（1991年）
  - 陽のあたらない坂道（1993年）

### 吹き替え

#### 映画
- アフターショック/ニューヨーク大地震（ジョシュア）
- アメリカン・ガン
- アメリカン・ビューティー
- インファナル・アフェア
- インビジブル ※テレビ朝日版
- エグゼクティブ・コマンド（ジャック・ヘインズ〈ラリー・ポインデクスター〉）※フジテレビ版
- エイリアン3 ※フジテレビ版
- クラッシュ・ダイブ 急速潜航（デント）※フジテレビ版
- サイドキックス（メイプス〈ゲリット・グレアム〉）
- ザ・コンテンダー（ホリス〈マイク・バインダー〉）
- ザ・パッケージ/暴かれた陰謀（ヘンリー〈ケヴィン・クロウリー〉）
- ザ・ビーチ
- スピード（レイ、エレベータの男1）※フジテレビ版
- スターゲイト 真実のアーク（ダニエル・ジャクソン〈マイケル・シャンクス〉）
- スターゲイト コンティニュアム ザ・ムービー（ダニエル・ジャクソン〈マイケル・シャンクス〉）
- 戦火の勇気 ※フジテレビ版
- 007 消されたライセンス（クワン〈ケイリー＝ヒロユキ・タガワ〉）※テレビ朝日版
- トラフィック（マノーロ・サンチェス〈ジェイコブ・バルガス〉）
- フォーガットン
- ホーム・アローン（ドラッグストアの薬剤師）※フジテレビ版（日本語吹替完全版Blu-rayBOX収録）
- レッド・コーナー 北京のふたり（リン・ダン〈バイロン・マン〉）
- ロゼッタ（社長〈オリヴィエ・グルメ〉）※ビデオ版
- ワンス・アポン・ア・タイム・イン・チャイナシリーズ ※ビデオ版
  - ワンス・アポン・ア・タイム・イン・チャイナ/八大天王
  - ワンス・アポン・ア・タイム・イン・チャイナ/無頭将軍
  - ワンス・アポン・ア・タイム・イン・チャイナ/理想年代

#### ドラマ
- WITHOUT A TRACE/FBI 失踪者を追え!（バート、ネッド、ベックマン）
- 五星大飯店〜Five Star Hotel〜（マオ弁護士）
- NYPDブルー（ジェームズ・マルチネス〈ニコラス・タートゥーロ〉）
- 宮廷女官チャングムの誓い
- コールドケース3（ネッド・バートン(現在)〈クリストファー・カズンズ〉）
- ザ・ホワイトハウス
- 主任警部モース（マンセル）
- CSI:3 科学捜査班（ジョーンズ〈マット・デカロ〉）
- CSI:マイアミ（マイケル・ジオッティ）
- スターゲイト SG-1（ダニエル・ジャクソン〈マイケル・シャンクス〉）
- スピン・シティ
- 超音速ヒーロー ザ・フラッシュ（ベローズ巡査〈ヴィト・ダンブロージオ〉）※日本テレビ版
- 春のワルツ
- ピケット・フェンス（カーター・パイク〈ケリー・コネル〉）
- 名探偵モンク
- ロズウェル - 星の恋人たち

#### アニメ
- ザ・シンプソンズ（バディ）

#### テレビ番組
- サバイバー4
- フロム・ジ・アース/人類、月に立つ（ピート・コンラッド〈ポール・マクレーン〉）

### ナレーション
- 釣りビジョン
- Dのゲキジョー 〜運命のジャッジ〜

### ボイスオーバー
- 奇跡の扉 TVのチカラ
- グリズリーマン

### テレビドラマ
- 本当にあった怖い話「心霊写真の涙」（1992年、テレビ朝日 / 大映テレビ）
- 土曜ワイド劇場（テレビ朝日 / 大映テレビ）
  - 温泉若おかみの殺人推理・4「湯の町旅情殺人事件」（1996年）
  - 温泉若おかみの殺人推理・7（1998年）
- 家政婦は見た! 最終話「クリスマス 天国と地獄の大病院!」（1997年、テレビ朝日）

### 舞台
- 黄昏のメルヘン（博田）
- ドライビング・ミスデイジー（ブーリー）
- どん底（男爵）
- ロミオとジュリエット（パリス）